# Procopio Serpotta
Procopio Serpotta (Palermo, 1679 – Caccamo, 1756) è stato uno scultore e stuccatore italiano.
Figlio naturale di Giacomo Serpotta (e di una donna sconosciuta) si formò nella bottega paterna, apprendendo soprattutto la tecnica dello stucco nella quale la famiglia dei Serpotta si era affermata. Collaborò a varie imprese decorative a Palermo, in collaborazione con il padre e con il fratello di questi, Giuseppe.
Sposò Lucia Falbo, da cui ebbe dieci figli.

## Opere

### Palermo

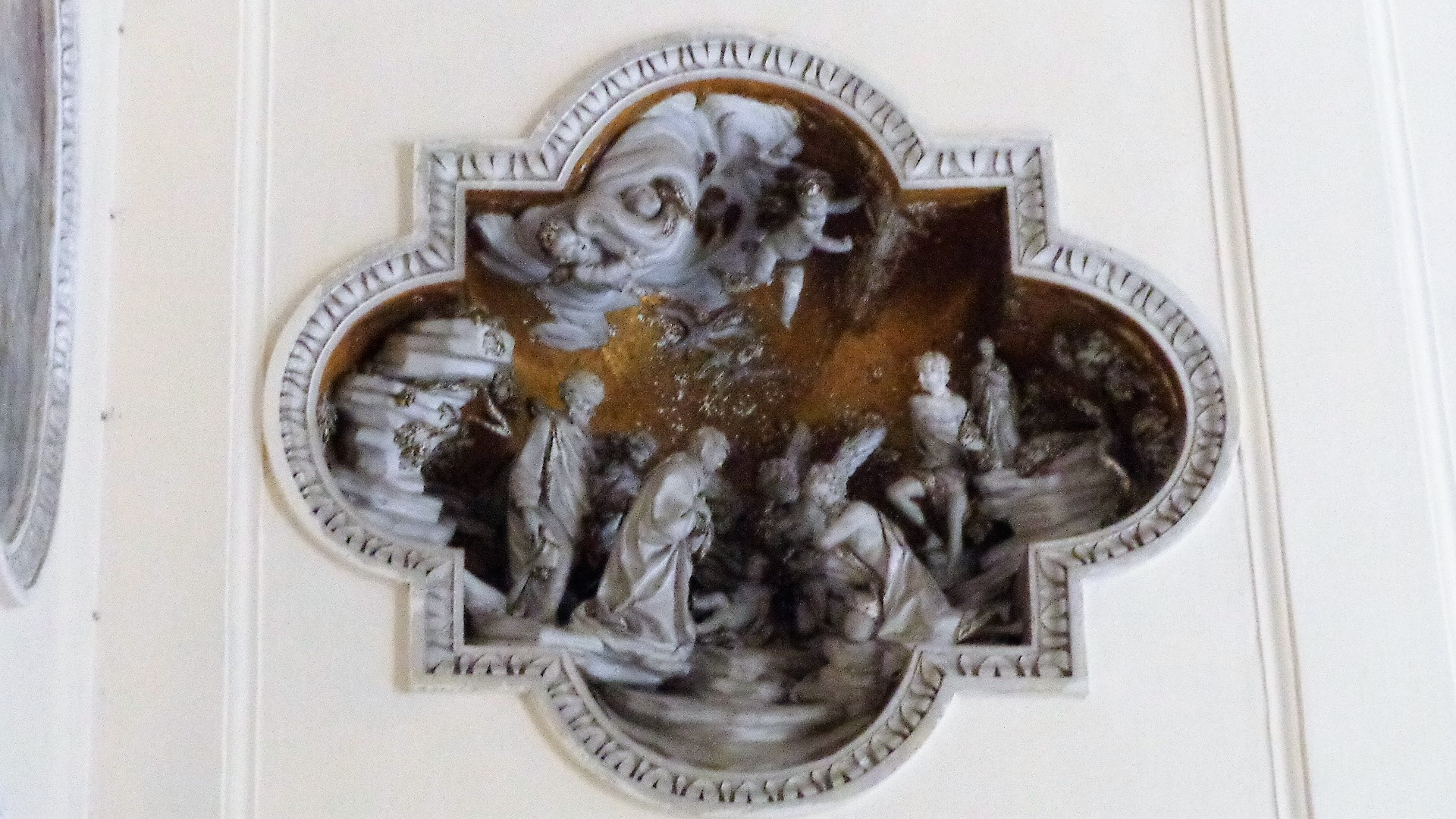
Natività di Gesù, chiesa della Madonna di Monte Oliveto.

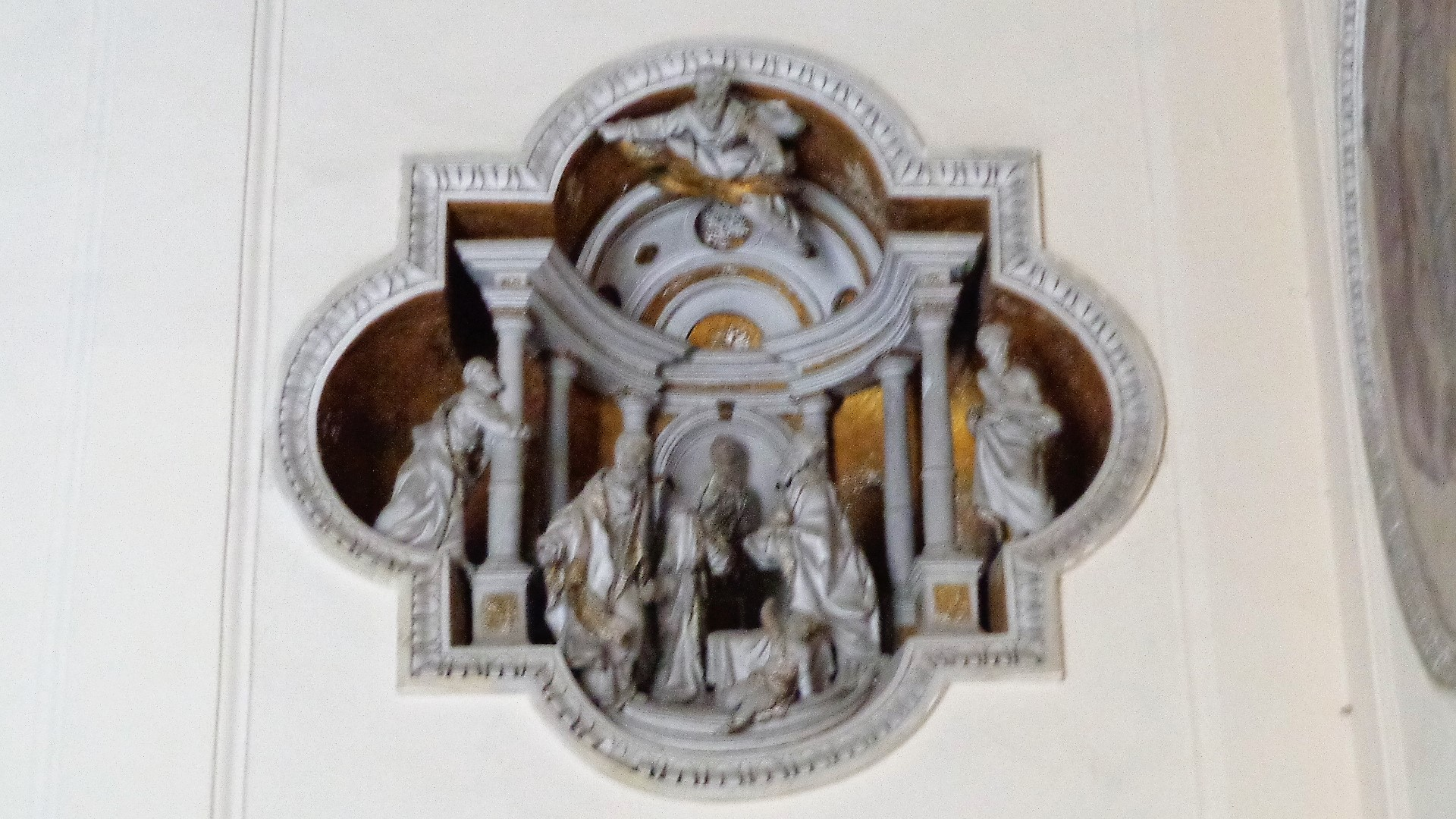
Presentazione al Tempio, chiesa della Madonna di Monte Oliveto.

- 1694 - 1700, Statue e Tondi, fregi e manufatti in stucco raffiguranti la Mansuetudine e Compassione, la Natività e il Riposo durante la fuga in Egitto, realizzati in collaborazione col padre Giacomo Serpotta, opere presenti nell'Oratorio del Carminello.
- 1702, Sant'Anna, Santa Teresa e relativo apparato decorativo, manufatti in stucco realizzati in collaborazione con Giuseppe Serpotta, opere presenti nella chiesa di Santa Teresa alla Kalsa.
- 1704 - 1705, Decorazioni plastiche, sculture in marmo Cappella dei Santissimi Martiri e Cappella della Madonna di Trapani, poi della Cappella della Sacra Famiglia realizzate in collaborazione col padre Giacomo Serpotta e dello stuccatore Pietro Antonio Anversa, stucchi della navata destra e della navata sinistra (1711 - 1713), opere presenti nella chiesa del Gesù ("Casa Professa").[2]
- 1708, Decorazioni, fregi e manufatti in stucco, in collaborazione con Giacomo Serpotta e Giuseppe Serpotta, opere presenti nella chiesa di Santa Maria della Pietà.
- 1719 - 1724, Allegorie e Santi, manufatti e decorazioni in stucco raffiguranti la Sapienza e Scienza, le virtù cardinali Carità, Fede, Speranza e Fortezza, Astrologia e Dialettica, Etica e Fisica, Geografia e Geometria, Retorica e Teologia, Santa Oliva e Santa Ninfa, Santa Rosalia e Sant'Agata, Il sacrificio di Isacco, opere presenti nell'Oratorio di Santa Caterina d'Alessandria all'Olivella.
- 1722 - 1723, Coro, fregi e manufatti in stucco, opere presenti nella chiesa di Santa Maria della Pietà.
- 1725 - 1726, Statue e relativo apparato decorativo, manufatti in stucco realizzati con la collaborazione di Vincenzo Perez raffiguranti San Girolamo, Sant'Agostino, San Gregorio Magno, Sant'Ambrogio, San Cirillo di Alessandria, San Sofronio di Gerusalemme, San Giovanni Crisostomo e Sant'Anastasio, Isaia, Ezechiele, Geremia, Baruc e Simboli Mariani, opere presenti nell'Oratorio dell'Immacolatella.
- 1725 - 1728, Decorazioni, manufatti in stucco della volta del presbiterio e della navata, opere presenti nella chiesa di Santa Caterina d'Alessandria.
- 1738, Statue allegoriche e relativo apparato decorativo, manufatti in stucco realizzati con la collaborazione di Giuseppe Serpotta raffiguranti Fede, Carità, Misericordia, Sapienza Divina, Fortezza, i medaglioni di San Pietro e San Paolo, i teatrini illustranti scene di vita di Santa Teresa d'Avila, la Gloria del Padre nel cappellone, il gruppo scultorio della Vergine Maria, Santa Maria Maddalena, San Giovanni Apostolo ai piedi del Crocifisso, attribuzione d'opere presenti nella chiesa dell'Assunta di via Maqueda.
- 1740, Statue e relativo apparato decorativo, attribuzione di manufatti in stucco presenti nell'Oratorio del Sabato o Oratorio di Santa Maria delle Grazie di Casa Professa.
- 1742, Statue e Bassorilievi, manufatti in stucco e decorazioni del cappellone raffiguranti la Fuga in Egitto, le statue di San Gregorio e San Filippo, opere presenti nella chiesa di San Gioacchino all'Olivella o Collegio di Maria.
- 1745 - 1746, Statue, manufatti in stucco raffiguranti la Giustizia, Carità, Verginità, Grazia, e decorazioni presenti nella Cappella di San Gennaro e Cappella dell'Immacolata Concezione della chiesa di San Giovanni dei Napoletani.
- 1750 - 1751, Statue, manufatti e decorazioni in stucco in collaborazione con Giovanni Maria Serpotta e il contributo di Gaspare Firriolo e Domenico Guastella, raffiguranti Nobiltà e Astrologia, Obbedienza e Sapienza, opere presenti nella chiesa dei Tre Re.
- 1754 - 1755, Decorazioni, fregi e manufatti in stucco del presbiterio, attribuzione, opere presenti nella chiesa di Santa Maria la Nova.
- XVIII secolo, Cornice in stucco del dipinto Martirio di San Venanzio, opera presente nella Cappella di San Venanzio della chiesa di Santa Ninfa dei Crociferi. Per tecnica e stile, causa incompletezza della documentazione pervenuta, si ipotizza la collaborazione del padre Giacomo o la completa attribuzione.
- 1750, Carlo III di Spagna e Maria Amalia di Sassonia, statue bronzee dei Monarchi Borbonici, opere documentate e distrutte durante la Rivoluzione siciliana del 1848 presenti nella Colonna dell'Immacolata di Piazza San Domenico.
- XVIII secolo, Decorazioni, fregi e manufatti in stucco, in collaborazione col padre Giacomo Serpotta, opere presenti nella chiesa di Santa Maria degli Angeli detta La Gancia.
- XVIII secolo, Teatrini, manufatti raffiguranti episodi della vita di Gesù: Natività di Gesù e Presentazione al Tempio, attribuzione d'opere presenti nella sacrestia o Cappella delle sorelle Spatafora della chiesa della Madonna di Monte Oliveto.

## Opere sparse

### Caccamo
- XVIII secolo, Decorazioni, fregi e manufatti in stucco, in collaborazione col padre Giacomo Serpotta, opere presenti nella chiesa di San Benedetto alla Badìa.

### Monreale
- 1709 - 1712, Decorazioni, fregi e manufatti in stucco delle navate realizzati con la collaborazione di Domenico Castelli, medaglioni con raffigurazioni plastiche della Passione di Cristo, nella controfacciata il quadrone raffigurante l'Ultima Cena, opere presenti nella chiesa di Sant'Agata al Monte di Pietà.
- XVIII secolo, Apparato decorativo in stucco, fregi e manufatti nella navata e nell'abside, statue allegoriche raffiguranti le Virtù Teologali della Carità e Fede, le due Virtù Cardinali della Fortezza e  Giustizia, le figure di San Giuseppe e San Gioacchino, dell'Arcangelo Michele e dell'Arcangelo Raffaele, opere presenti nella chiesa di Maria Santissima degli Agonizzanti sede della Compagnia del Santissimo Sacramento.

- 1704, Chiesa della Vergine.